# Checker Motors Corporation
La Checker Motors Corporation è stata una casa automobilistica statunitense, con sede a Kalamazoo in Michigan, famosa per la costruzione di autovetture destinate per l'uso taxi, inizialmente destinate alla società proprietaria Checker Taxi. La Checker Motors Corporation fu fondata nel 1922 da Morris Markin attraverso l'unione delle preesistenti Commonwealth Motors e Markin Automobile Body.
La Checker è stata la costruttrice dell'iconico taxi cab statunitense, apprezzato dalle società di taxi per la sua durabilità nell'uso intensivo. Non si producevano solo taxi, ma anche vetture per uso privato; alcune Checker Marathon arrivarono, a cavallo tra gli anni '60 e '70, ad essere usate per ospitare il seguito del Papa Paolo VI nei cortei ufficiali. L'azienda ebbe problemi nel competere con i grandi costruttori sia per gli sconti praticati dagli stessi per la vendita di grandi flotte, sia per la propria incapacità di attuare economie di scala per l'approvvigionamento dei componenti.
Dopo aver terminato la produzione di autovetture nel luglio 1982, la Checker si è dedicata alla costruzione di rimorchi, componentistica per auto, container, gestione di taxi e servizi. Il 16 gennaio 2009, l'azienda ha richiesto l'amministrazione controllata, per poi fallire definitivamente il 14 gennaio 2010.